# Ogataea falcaomoraisii
Ogataea falcaomoraisii är en svampart som beskrevs av Morais, Teixeira, J.M. Bowles, Lachance & C.A. Rosa 2004. Ogataea falcaomoraisii ingår i släktet Ogataea och familjen Pichiaceae.   Inga underarter finns listade i Catalogue of Life.